# Nela Kocsis
Nela Kocsis (mađ. Kocsis Nela) (Osijek, 16. rujna 1970.) je hrvatska kazališna, televizijska i filmska glumica. Poznata je po svojim ulogama u filmovima "Zagreb Cappuccino", "Most na kraju svijeta" i u serijama "Pod sretnom zvijezdom" i "Nemoj nikome reći".

## Filmografija

### Televizijske uloge
- "Naša kućica, naša slobodica" (1998.)
- "Zabranjena ljubav" kao Jennifer Vidak (2006.)
- "Hitna 94" kao Lanina mama (2008.)
- "Mamutica" kao susjeda Kiki (2008. – 2009.)
- "Zakon!" kao Ljiljana Krmpotić (2009.)
- "Stipe u gostima" kao Alenka (2009.)
- "Pod sretnom zvijezdom" kao Fanika (2011.)
- "Počivali u miru" kao Doris Ugrenić (2013.)
- "Nemoj nikome reći" kao Venera Tarle (2015.)
- "Samo ti pričaj" kao Goga (2016.)
- "Prava žena" kao Sanda Gagro (2016. – 2017.)
- "Minus i plus" kao Tamara (2021.)

### Filmske uloge
- "Anđele moj dragi" (1995.)
- "Umri, umri dragi moj" (1996.)
- "Tu" kao šankerica (2003.)
- "Duh u močvari" kao Halaszova majka (2006.)
- "Most na kraju svijeta" kao Sofija (2014.)
- "Zagreb Cappuccino" kao Petra (2014.)
- "Agape" kao Mara (2017.)

### Ostalo
- "Međunarodni dječji festival u Šibeniku": "Matilda" kao Keka Bedara (2015.); "Čarobnjak iz Oza" kao zla vještica od Zapada (2016.); "Buratino" kao lisica Alisa (2017.)

## Vanjske poveznice
- Nela Kocsis u internetskoj bazi filmova IMDb-u (engl.)
- Stranica na Gavella.hr